# North American Figure Skating Championships
I North American Figure Skating Championships sono stati una competizione sportiva a cadenza biennale riservata a pattinatori canadesi e statunitensi che si svolgeva durante la stagione di pattinaggio di figura, organizzata dalla International Skating Union (ISU), in cui si assegnavano i titoli di Campione del Nord America delle diverse specialità del pattinaggio di figura.

## Storia
La prima edizione si è svolta nel 1923, con competizioni riservate a uomini, donne e coppie. L’edizione del 1943 è stata soppressa a causa della Seconda Guerra Mondiale, nel 1945 si è svolta solo la competizione femminile. Nel 1947 è stata introdotta la gara di danza su ghiaccio. Occasionalmente è stata disputata la competizione “Four”, riservata a squadre composte da quattro pattinatori, due uomini e due donne. L’ultima edizione si è svolta nel 1971.

### Individuale maschile
| Competizione maschile | Competizione maschile | Competizione maschile | Competizione maschile | Competizione maschile     |
| Anno                  | Località              | Oro                   | Argento               | Bronzo                    |
| --------------------- | --------------------- | --------------------- | --------------------- | ------------------------- |
| 1923                  | Ottawa                | Sherwin Badger        | Melville Rogers       | ?                         |
| 1925                  | Boston                | Melville Rogers       | Nathaniel Niles       | nessun altro partecipante |
| 1927                  | Toronto               | Melville Rogers       | Sherwin Badger        | Montgomery Wilson         |
| 1929                  | Boston                | Montgomery Wilson     | Roger Turner          | Frederick Goodridge       |
| 1931                  | Ottawa                | Montgomery Wilson     | J. Lester Madden      | Gail Borden               |
| 1933                  | New York              | Montgomery Wilson     | J. Lester Madden      | Robin Lee                 |
| 1935                  | Montreal              | Montgomery Wilson     | Robin Lee             | J. Lester Madden          |
| 1937                  | Boston                | Montgomery Wilson     | Roger Turner          | Ralph McCreath            |
| 1939                  | Toronto               | Montgomery Wilson     | Robin Lee             | Ralph McCreath            |
| 1941                  | Filadelfiaa           | Ralph McCreath        | Eugene Turner         | William Grimditch         |
| 1947                  | Ottawa                | Dick Button           | James Grogan          | Wallace Diestelmeyer      |
| 1949                  | Filadelfia            | Dick Button           | James Grogan          | Hayes Alan Jenkins        |
| 1951                  | Calgary               | Dick Button           | James Grogan          | Hayes Alan Jenkins        |
| 1953                  | Cleveland             | Hayes Alan Jenkins    | Peter Firstbrook      | Ronnie Robertson          |
| 1955                  | Regina                | Hayes Alan Jenkins    | David Jenkins         | Charles Snelling          |
| 1957                  | Rochester             | David Jenkins         | Charles Snelling      | Tim Brown                 |
| 1959                  | Toronto               | Donald Jackson        | Tim Brown             | Robert Brewer             |
| 1961                  | Filadelfia            | Donald Jackson        | Bradley Lord          | Gregory Kelley            |
| 1963                  | Vancouver             | Donald McPherson      | Thomas Litz           | Scott Allen               |
| 1965                  | Rochester             | Gary Visconti         | Scott Allen           | Donald Knight             |
| 1967                  | Montreal              | Donald Knight         | Scott Allen           | Gary Visconti             |
| 1969                  | Oakland               | Tim Wood              | Jay Humphry           | John Misha Petkevich      |
| 1971                  | Peterborough          | John Misha Petkevich  | Toller Cranston       | Ken Shelley               |

### Individuale femminile
| Competizione femminile | Competizione femminile | Competizione femminile  | Competizione femminile | Competizione femminile |
| Anno                   | Località               | Oro                     | Argento                | Bronzo                 |
| ---------------------- | ---------------------- | ----------------------- | ---------------------- | ---------------------- |
| 1923                   | Ottawa                 | Theresa Weld            | Beatrix Loughran       | Dorothy Jenkins        |
| 1925                   | Boston                 | Beatrix Loughran        | Cecil Smith            | Theresa Weld           |
| 1927                   | Toronto                | Beatrix Loughran        | Constance Wilson       | Cecil Smith            |
| 1929                   | Boston                 | Constance Wilson        | Maribel Vinson         | Suzanne Davis          |
| 1931                   | Ottawa                 | Constance Wilson        | Elizabeth Fisher       | Mrs. Frederick Secord  |
| 1933                   | New York               | Constance Wilson-Samuel | Cecil Gooderham        | Suzanne Davis          |
| 1935                   | Montreal               | Constance Wilson-Samuel | Maribel Vinson         | Suzanne Davis          |
| 1937                   | Boston                 | Maribel Vinson          | Veronica Clarke        | Eleanor O'Meara        |
| 1939                   | Toronto                | Mary Rose Thacker       | Joan Tozzer            | Norah McCarthy         |
| 1941                   | Filadelfia             | Mary Rose Thacker       | Eleanor O'Meara        | Norah McCarthy         |
| 1945                   | New York               | Barbara Ann Scott       | Gretchen Merrill       | Janette Ahrens         |
| 1947                   | Ottawa                 | Barbara Ann Scott       | Janette Ahrens         | Yvonne Sherman         |
| 1949                   | Filadelfia             | Yvonne Sherman          | Marlene Smith          | Virginia Baxter        |
| 1951                   | Calgary                | Sonya Klopfer           | Suzanne Morrow         | Tenley Albright        |
| 1953                   | Cleveland              | Tenley Albright         | Carol Heiss            | Barbara Gratton        |
| 1955                   | Regina                 | Tenley Albright         | Carol Heiss            | Patricia Firth         |
| 1957                   | Rochester              | Carol Heiss             | Carole Jane Pachl      | Joan Schenke           |
| 1959                   | Toronto                | Carol Heiss             | Lynn Finnegan          | Nancy Heiss            |
| 1961                   | Filadelfia             | Laurence Owen           | Wendy Griner           | Sonia Snelling         |
| 1963                   | Vancouver              | Wendy Griner            | Petra Burka            | Shirra Kenworthy       |
| 1965                   | Rochester              | Petra Burka             | Peggy Fleming          | Valerie Jones          |
| 1967                   | Montreal               | Peggy Fleming           | Valerie Jones          | Tina Noyes             |
| 1969                   | Oakland                | Janet Lynn              | Karen Magnussen        | Linda Carbonetto       |
| 1971                   | Peterborough           | Karen Magnussen         | Janet Lynn             | Suna Murray            |

### Coppie di artistico
| Competizione per coppie | Competizione per coppie | Competizione per coppie                     | Competizione per coppie                     | Competizione per coppie               |
| Anno                    | Località                | Oro                                         | Argento                                     | Bronzo                                |
| ----------------------- | ----------------------- | ------------------------------------------- | ------------------------------------------- | ------------------------------------- |
| 1923                    | Ottawa                  | Dorothy Jenkins / A.G. McClennan            | Theresa Weld / Nathaniel Niles              | Channing Frothingham / Charles Rotch  |
| 1925                    | Boston                  | Theresa Weld / Nathaniel Niles              | Gladys Rogers / Melville Rogers             | nessun altro partecipante             |
| 1927                    | Toronto                 | Marion McDougall / Chauncey Bangs           | Theresa Weld / Nathaniel Niles              | Constance Wilson / Montgomery Wilson  |
| 1929                    | Boston                  | Constance Wilson / Montgomery Wilson        | Theresa Weld / Nathaniel Niles              | Maribel Vinson / Thornton Coolidge    |
| 1931                    | Ottawa                  | Constance Wilson / Montgomery Wilson        | Frances Claudet / Chauncey Bangs            | Beatrix Loughran / Sherwin Badger     |
| 1933                    | New York                | Constance Wilson-Samuel / Montgomery Wilson | Maud Smith / Jack Eastwood                  | Kathleen Lopdell / Donald Cruikshank  |
| 1935                    | Montreal                | Maribel Vinson / George Hill                | Constance Wilson-Samuel / Montgomery Wilson | Louise Bertram / Stewart Reburn       |
| 1937                    | Boston                  | Veronica Clarke / Ralph McCreath            | Maribel Vinson / George Hill                | Grace Madden / J. Lester Madden       |
| 1939                    | Toronto                 | Joan Tozzer / Bernard Fox                   | Norah McCarthy / Ralph McCreath             | Aidrie Cruikshank / Donald Cruikshank |
| 1941                    | Filadelfia              | Eleanor O'Meara / Ralph McCreath            | Donna Atwood / Eugene Turner                | Patricia Vaeth / Jack Might           |
| 1947                    | Ottawa                  | Suzanne Morrow / Wallace Diestelmeyer       | Yvonne Sherman / Robert Swenning            | Karol Kennedy / Peter Kennedy         |
| 1949                    | Filadelfia              | Karol Kennedy / Peter Kennedy               | Marlene Smith / Donald Gilchrist            | Irene Maguire / Walter Muehlbronner   |
| 1951                    | Calgary                 | Karol Kennedy / Peter Kennedy               | Janet Gerhauser / John Nightingale          | Jane Kirby / Donald Tobin             |
| 1953                    | Cleveland               | Frances Dafoe / Norris Bowden               | Carole Ann Ormaca / Robin Greiner           | Margaret Anne Graham / Hugh Graham    |
| 1955                    | Regina                  | Frances Dafoe / Norris Bowden               | Carole Ann Ormaca / Robin Greiner           | Barbara Wagner / Robert Paul          |
| 1957                    | Rochester               | Barbara Wagner / Robert Paul                | Maria Jelinek / Otto Jelinek                | Nancy Rouillard / Ronald Ludington    |
| 1959                    | Toronto                 | Barbara Wagner / Robert Paul                | ?                                           | ?                                     |
| 1961                    | Filadelfia              | Maria Jelinek / Otto Jelinek                | Maribel Owen / Dudley Richards              | Debbi Wilkes / Guy Revell             |
| 1963                    | Vancouver               | Debbi Wilkes / Guy Revell                   | Gertrude DesJardins / Maurice LaFrance      | Vivian Joseph / Ronald Joseph         |
| 1965                    | Rochester               | Vivian Joseph / Ronald Joseph               | Cynthia Kauffman / Ronald Kauffman          | Susan Huehnergard / Paul Huehnergard  |
| 1967                    | Montreal                | Cynthia Kauffman / Ronald Kauffman          | Susan Berens / Roy Wagelein                 | Betty Jean Lewis / Richard Gilbert    |
| 1969                    | Oakland                 | Cynthia Kauffman / Ronald Kauffman          | JoJo Starbuck / Ken Shelley                 | Mary Petrie / Robert McAvoy           |
| 1971                    | Peterborough            | JoJo Starbuck / Ken Shelley                 | Melissa Militano / Mark Militano            | Sandra Bezic / Val Bezic              |

### Danza su ghiaccio
| Competizione di danza su ghiaccio | Competizione di danza su ghiaccio | Competizione di danza su ghiaccio     | Competizione di danza su ghiaccio   | Competizione di danza su ghiaccio  |
| Anno                              | Località                          | Oro                                   | Argento                             | Bronzo                             |
| --------------------------------- | --------------------------------- | ------------------------------------- | ----------------------------------- | ---------------------------------- |
| 1947                              | Ottawa                            | Lois Waring / Walter Bainbridge       | Ann Davies / Carleton Hoffner       | Marcella Willis / Frank Davenport  |
| 1949                              | Filadelfia                        | Lois Waring / Walter Bainbridge       | Irene Maguire / Walter Muehlbronner | Ann Davies / Carleton Hoffner      |
| 1951                              | Calgary                           | Carmel Bodel / Edward Bodel           | Carol Ann Peters / Daniel Ryan      | Pierette Paquin / Donald Tobin     |
| 1953                              | Cleveland                         | Carol Ann Peters / Daniel Ryan        | Virginia Hoyns / Donald Jacoby      | Carmel Bodel / Edward Bodel        |
| 1955                              | Regina                            | Carmel Bodel / Edward Bodel           | Joan Zamboni / Roland Junso         | Virginia Hoyns / William Kipp      |
| 1957                              | Rochester                         | Geraldine Fenton / William McLachlan  | Joan Zamboni / Roland Junso         | Sharon McKenzie / Bert Wright      |
| 1959                              | Toronto                           | Geraldine Fenton / William McLachlan  | Andree Jacoby / Donald Jacoby       | Anne Martin / Edward Collins       |
| 1961                              | Filadelfia                        | Virginia Thompson / William McLachlan | Dona Lee Carrier / Roger Campbell   | Paulette Doan / Kenneth Ormsby     |
| 1963                              | Vancouver                         | Paulette Doan / Kenneth Ormsby        | Donna Mitchell / John Mitchell      | Sally Schantz / Stanley Urban      |
| 1965                              | Rochester                         | Lorna Dyer / John Carrell             | Kristin Fortune / Dennis Sveum      | Carole Forrest / Kevin Lethbridge  |
| 1967                              | Montreal                          | Lorna Dyer / John Carrell             | Joni Graham / Don Phillips          | Judy Schwomeyer / James Sladky     |
| 1969                              | Oakland                           | Donna Taylor / Bruce Lennie           | Judy Schwomeyer / James Sladky      | Debbie Gerken / Raymond Tiedemann  |
| 1971                              | Peterborough                      | Judy Schwomeyer / James Sladky        | Anne Millier / Harvey Millier       | Mary Karen Campbell / Johnny Johns |

### Fours
La gara per Fours è stata disputata solo nelle edizioni elencate.
| Competizione per Fours | Competizione per Fours | Competizione per Fours                                                   | Competizione per Fours                                                      | Competizione per Fours                                         |
| Anno                   | Località               | Oro                                                                      | Argento                                                                     | Bronzo                                                         |
| ---------------------- | ---------------------- | ------------------------------------------------------------------------ | --------------------------------------------------------------------------- | -------------------------------------------------------------- |
| 1923                   | Ottawa                 | Elizabeth Blair, Florence Wilson, Philip H. Chrysler, C.R. Morphy        | ?                                                                           | ?                                                              |
| 1931                   | Ottawa                 | Frances Claudet, Kathleen Lopdell, Melville Rogers, Guy Owen             | ?                                                                           | Elizabeth Fisher                                               |
| 1933                   | New York               | Margaret Davis, Prudence Holbrook, Melville Rogers, Guy Owen             | Constance Wilson-Samuel, Elizabeth Fisher, Montgomery Wilson, Hubert Sprott | ?                                                              |
| 1935                   | Montreal               | Margaret Davis, Prudence Holbrook, Melville Rogers, Guy Owen             | ?                                                                           | ?                                                              |
| 1937                   | Boston                 | Margaret Davis, Prudence Holbrook, Melville Rogers, Guy Owen             | Naomi Slater, Aidrie Cruikshank, Jack Hose, Donald Cruikshank               | ?                                                              |
| 1939                   | Toronto                | Dorothy Caley, Hazel Caley, Ralph McCreath, Montgomery Wilson            | Gillian Watson, Ruth Hall, Sandy McKechnie, Donald Gilchrist                | Nettie Prantel, Marjorie Parker, Joseph Savage, George Boltres |
| 1941                   | Filadelfia             | Janette Ahrens, Mary Louise Premer, Robert Uppgren, Lyman Wakefield, Jr. | Therese McCarthy, Virginia Wilson, Donald Gilchrist, Michael Kirby          | ?                                                              |
| 1949                   | Filadelfia             | Janet Gerhauser, Marilyn Thomsen, Marlyn Thomsen, John Nightingale       | Mary Kenner, Vera Smith, Peter Dunfield, Peter Firstbrook                   | ?                                                              |